# Alexandra Eremia
Alexandra Georgiana Eremia (Bucareste, 19 de fevereiro de 1987) é uma ex-ginasta romena que competiu em provas de ginástica artística.
Eremia fez parte da equipe romena que conquistou a medalha de ouro por equipes nos Jogos Olímpicos de 2004 em Atenas, Grécia, além do bronze individual na trave de equilíbrio. Em campeonato mundiais, conquistou uma medalha de prata e em europeus, subiu ao pódio por duas vezes.

## Carreira
Alexandra Eremia estreou sua carreira nacional júnior no ano de 2001, conquistando a medalha de prata no concurso geral, no Campeonato Nacional Romeno Júnior. Na competição seguinte, o Europeu Júnior, Eremia foi prata por equipes, e quarta na trave. No ano posterior, em sua primeira competição como sênior, Alexandra fez parte da equipe romena que disputou o Campeonato Mundial de Anaheim, conquistando a medalha de prata nos exercícios coletivos.
Em 2004, na etapa de Copa do Mundo, em Stuttgart, a ginasta foi ouro na trave, e prata no solo. No Campeonato Europeu de Amsterdã, Eremia foi medalhista de ouro por equipes, e prata nos exercícios sobre a trave. Ainda em 2004, em sua primeira aparição olímpica, nos Jogos Olímpicos de Atenas, Alexandra ao lado de Catalina Ponor, Daniela Sofronie, Silvia Stroescu, Monica Rosu e Oana Ban, superou a equipe americana e russa, e conquistou a medalha de ouro. Na final da trave, Eremia somou 9 700 pontos, e conquistou o bronze, atrás da americana Carly Patterson e de Catalina Ponor, prata e ouro, respectivamente. No ano posterior, a ginasta foi medalhista de bronze na trave, na etapa de Copa do Mundo, em Maribor. Devido a polêmicas envolvendo Eremia e a Federação Romena, a ginasta não fez parte da equipe que disputou o Campeonato Mundial de Melbourne. Em 2006, a ginasta novamente não fez parte da equipe, que disputou o Europeu, devido não estar em sua forma física, com isso anunciou oficialmente sua aposentadoria do desporto.

## Principais resultados
| Ano  | Evento                                    | AA               | Equipe           | Salto sobre o cavalo | Trave             | Barras assimétricas | Solo             |
| ---- | ----------------------------------------- | ---------------- | ---------------- | -------------------- | ----------------- | ------------------- | ---------------- |
| 2001 | Campeonato Nacional Romeno                | Medalha de prata |                  |                      |                   |                     |                  |
| 2002 | Campeonato Europeu Júnior                 |                  | Medalha de prata |                      | 4º                |                     |                  |
| 2003 | Campeonato Mundial de Ginástica Artística |                  | Medalha de prata |                      |                   |                     |                  |
| 2004 | Copa do Mundo - Stuttgart                 |                  |                  |                      | Medalha de ouro   |                     | Medalha de prata |
| 2004 | Campeonato Europeu                        |                  | Medalha de ouro  |                      | Medalha de prata  |                     |                  |
| 2004 | Jogos Olímpicos                           |                  | Medalha de ouro  |                      | Medalha de bronze |                     |                  |
| 2005 | Copa do Mundo - Maribor                   |                  |                  |                      | Medalha de bronze |                     |                  |